# Josef Šebánek
Josef Šebánek (ur. 22 lipca 1915 w Podskalí (wieś stanowi obecnie część Pragi); zm. 13 marca 1977 w Pradze) – czeski aktor; z zawodu kierowca.
Aktor znany przede wszystkim z roli dziadka Homolki w komediowej trylogii Jaroslava Papouška: Straszne skutki awarii telewizora (1969), Hogo-fogo Homolka (1970) oraz Homolkowie na urlopie (1972). Debiutował w filmach Miloša Formana: Miłość blondynki (1965) i Pali się moja panno (1967).
Zmarł schorowany  w wieku 61 lat; 13 marca 1977.

## Role filmowe
- 1965: Miłość blondynki jako ojciec
- 1967: Pali się moja panno jako członek komitetu
- 1969: Najpiękniejszy widok jako Jindra Vosta
- 1970: Straszne skutki awarii telewizora jako dziadek
- 1971: Hogo-fogo Homolka jako dziadek
- 1972: Homolkowie na urlopie jako dziadek
- 1972: Návraty  jako Josef